# 良二千石牌坊
良二千石牌坊，位于中国广东省佛山市南海区九江镇下西社区大稔自然村北边，为一处明代古建筑。1994年7月5日，公布为南海市文物保护单位；2006年10月5日，公布为佛山市文物保护单位。2008年11月18日，公布为广东省文物保护单位。